# Liste der denkmalgeschützten Objekte in Pettenbach
Die Liste der denkmalgeschützten Objekte in Pettenbach enthält die 15 denkmalgeschützten, unbeweglichen Objekte der Gemeinde Pettenbach im Bezirk Kirchdorf (Oberösterreich).

## Denkmäler
| Foto |                 | Denkmal                                                                                           | Standort                                              | Beschreibung | Metadaten |
| ---- | --------------- | ------------------------------------------------------------------------------------------------- | ----------------------------------------------------- | --- | --- |
| ja   | Datei hochladen | Bildstock, Zöhrböckstraßer Kreuz HERIS-ID: 89997 Objekt-ID: 104669                                | gegenüber Emesbergstraße 18 Standort KG: Mitterndorf  | Eine am Sockel des Bildstockes angebrachte Inschrift zeigt das Jahr der Errichtung 1739. | BDA-Hist.: Q37744063 Status: § 2a Stand der BDA-Liste: 2025-06-30 Name: Bildstock, Zöhrböckstraßer Kreuz GstNr.: 1737/1                                                                  |
| ja   | Datei hochladen | Bürgerhaus, Glasererhaus HERIS-ID: 38372 Objekt-ID: 37917                                         | Gerbergasse 10 Standort KG: Pettenbach                | Das Haus wurde 1785 von Johann Pramhas erbaut und gehörte früher zur Grundherrschaft Seisenburg. | BDA-Hist.: Q37980735 Status: Bescheid Stand der BDA-Liste: 2025-06-30 Name: Bürgerhaus, Glasererhaus GstNr.: 74/4                                                                        |
| ja   | Datei hochladen | Friedhof mit Friedhofskapelle HERIS-ID: 89426 Objekt-ID: 104057                                   | neben Kirchenplatz 1 Standort KG: Pettenbach          | Der Friedhof befand sich ursprünglich rund um die Pfarrkirche. Da der Platz nicht mehr ausreichte, wurde er um 1720 im Zuge einer Kirchenrenovierung von Pfarrer Maurus Grafenhuber verlegt und mit einer Mauer umgeben. Die ebenfalls neu errichtete Barbara-Totenkapelle wurde allerdings 1782 wieder geschlossen. | BDA-Hist.: Q37737711 Status: § 2a Stand der BDA-Liste: 2025-06-30 Name: Friedhof mit Friedhofskapelle GstNr.: 110                                                                        |
| ja   | Datei hochladen | Kath. Pfarrkirche hl. Benedikt HERIS-ID: 52476 Objekt-ID: 59345                                   | Kirchenplatz 2 Standort KG: Pettenbach                | Die Pfarrkirche, eine spätgotische Hallenkirche mit Westturm, wurde 1484 errichtet. Schon 1656 wurde der Benedikt-Hochaltar aufgestellt, zwei Seitenaltäre kamen 1666 dazu. Im Presbyterium befindet sich auch heute noch ein gotisches 12-seitiges Taufbecken aus rotem Marmor. | BDA-Hist.: Q21857943 Status: § 2a Stand der BDA-Liste: 2025-06-30 Name: Kath. Pfarrkirche hl. Benedikt GstNr.: .27 Pfarrkirche hl. Benedikt, Pettenbach                                  |
| ja   | Datei hochladen | Pfarrhof HERIS-ID: 52478 Objekt-ID: 59347                                                         | Kirchenplatz 6, 7-17 (unger.) Standort KG: Pettenbach | In dem mächtigen Gebäude von 1652 gibt es einen Saal mit einer Stuckdecke aus der Erbauungszeit. Im Hof steht seit 1952 eine barocke Statue des Johann von Nepomuk aus dem 18. Jahrhundert | BDA-Hist.: Q38051637 Status: § 2a Stand der BDA-Liste: 2025-06-30 Name: Pfarrhof GstNr.: 119, .25                                                                                        |
| ja   | Datei hochladen | Schmiede, Schmidten-Haus HERIS-ID: 60093 Objekt-ID: 71962                                         | Kirchenplatz 25 Standort KG: Pettenbach               | Die Schmiede stammt wie die angrenzende Taverne aus dem 16./17. Jahrhundert. Sie war bis ins 20. Jahrhundert in Betrieb und ist innen wie außen überwiegend in der ursprünglich Form erhalten. | BDA-Hist.: Q38090119 Status: Bescheid Stand der BDA-Liste: 2025-06-30 Name: Schmiede, Schmidten-Haus GstNr.: .42                                                                         |
| ja   | Datei hochladen | Bürgerhaus, Schmied- oder Lindinger Taverne HERIS-ID: 46923 Objekt-ID: 49313                      | Marktstraße 1 Standort KG: Pettenbach                 | Die ältesten Teile des Hauses sind aus dem 16./17. Jahrhundert und es bildete mit der angrenzenden Schmiede eine Einheit. 1792 wurden Schmiede und Gasthof getrennt. Im letzten Viertel des 19. Jahrhunderts erhielt das Haus ein zusätzliches Stockwerk. 1910 wurde die Fassade in einer Mischung aus Neobarock und neojosefinischen Zopfelementen gestaltet. | BDA-Hist.: Q38024788 Status: Bescheid Stand der BDA-Liste: 2025-06-30 Name: Bürgerhaus, Schmied- oder Lindinger Taverne GstNr.: .41                                                      |
| ja   | Datei hochladen | Sog. Schlössl, Musikschule HERIS-ID: 52475 Objekt-ID: 59341                                       | Schlößlplatz 1 Standort KG: Pettenbach                | Das Schlössl war ursprünglich im Besitz der Grafen von Lambach. Während der Jahrhunderte wechselten mehrmals die Besitzer: das Stift Kremsmünster, die Markgrafen von Österreich, die Bischöfe von Passau und im 13. Jahrhundert die Herren der Seisenburg. 1876 übernahm die Gemeinde Pettenbach das baufällige Schlössl. Nach der Renovierung diente es bis 1987 als Gemeindeamt, danach als Musikschule. | BDA-Hist.: Q15127773 Status: § 2a Stand der BDA-Liste: 2025-06-30 Name: Sog. Schlössl, Musikschule GstNr.: .9/1                                                                          |
| ja   | Datei hochladen | Bildstock, sog. Pestsäule HERIS-ID: 90340 Objekt-ID: 105025                                       | nördlich Weidenhaidstraße 3 Standort KG: Pettenbach   | So wie viele andere Pestsäulen erinnert auch diese an die schreckliche Zeit der Pest. Sie befindet sich an der Grenze zu Eberstalzell. | BDA-Hist.: Q37746646 Status: § 2a Stand der BDA-Liste: 2025-06-30 Name: Bildstock, sog. Pestsäule GstNr.: 1926/2                                                                         |
| ja   | Datei hochladen | Schloss Seisenburg, Gesamtanlage mit Mauerresten u. Fundamenten HERIS-ID: 97984 Objekt-ID: 113854 | Burgweg 1 Standort KG: Seisenburg                     | Diese Burg ist seit Anfang des 12. Jahrhunderts bekannt und war der Hauptsitz der Herrschaft Seisenburg. Im 16. Jahrhundert im Besitz der Familie Kirchberg, ging die Seisenburg über zur Familie Engl, welche sie 3 Jahrhunderte bis zum Aussterben des Geschlechtes 1911 besessen hatte. Im 20. Jahrhundert wurde die Burg mehr und mehr baufällig. Ab 1960 konnte man nur mehr von einer Ruine Seisenburg sprechen. Es bildete sich eine Gruppe von Liebhabern, die die Gesamtanlage mit den übriggebliebenen Mauerresten pflegen. Anmerkung: Bis 2016 waren Teile der Ruine auch unter der ID 37918 durch Bescheid geschützt. | BDA-Hist.: Q2266915 Status: § 2a Stand der BDA-Liste: 2025-06-30 Name: Schloss Seisenburg, Gesamtanlage mit Mauerresten u. Fundamenten GstNr.: .1/1, 1237/1, 1238, 1249, 1236 Seisenburg |
| ja   | Datei hochladen | Pfarrhof HERIS-ID: 52389 Objekt-ID: 59020                                                         | Magdalenaberg 1 Standort KG: Seisenburg               | Der Pfarrhof wurde 1785 erbaut und beherbergte lange Zeit auch die Schule. | BDA-Hist.: Q38050934 Status: § 2a Stand der BDA-Liste: 2025-06-30 Name: Pfarrhof GstNr.: .111                                                                                            |
| ja   | Datei hochladen | Kath. Pfarrkirche hl. Magdalena und Friedhof HERIS-ID: 52388 Objekt-ID: 59019                     | Magdalenaberg 1a Standort KG: Seisenburg              | Am Magdalenaberg auf 675 m Seehöhe gelegen und aus Bruchsteinen errichtet bekam diese Kirche 1677 einen barocken Westturm. Das zweischiffige Langhaus trägt ein Gewölbe gestützt von achteckigen Pfeilern. Das barocke Hochaltarbild stammt von Andreas Steger aus dem Jahre 1713. | BDA-Hist.: Q21857939 Status: § 2a Stand der BDA-Liste: 2025-06-30 Name: Kath. Pfarrkirche hl. Magdalena und Friedhof GstNr.: .108/1, 255/1 Pfarrkirche hl. Magdalena, Pettenbach         |
| ja   | Datei hochladen | Kath. Filialkirche hl. Leonhard HERIS-ID: 89259 Objekt-ID: 103879                                 | Heiligenleithen 8 Standort KG: Unterdürndorf          | Die Kirche besteht aus einem einschiffigen Saalbau mit Westturm, der seit 1894 einen neugotischen Spitzhelm trägt. Der alte Hochaltar wurde 1891 durch einen neugotischen ersetzt. Erwähnenswert ist eine spätgotische Leonhardistatue, die noch im 18. Jahrhundert mit vergoldeten und versilberten Hufeisen behangen war. | BDA-Hist.: Q37732826 Status: § 2a Stand der BDA-Liste: 2025-06-30 Name: Kath. Filialkirche hl. Leonhard GstNr.: .29 Kath. Filialkirche hl. Leonhard - Heiligenleiten, Pettenbach         |
| ja   | Datei hochladen | Volks- und Hauptschule, exkl. Turnsaal HERIS-ID: 89370 Objekt-ID: 103998                          | Scharnsteiner Straße 1 Standort KG: Unterdürndorf     | Aufgrund von Platzmangel im alten Schulhaus im Pfarrhof wurde im Mai 1930 mit dem Neubau der Volksschule begonnen. Erst 1959 wurde der Hauptschulbetrieb in einer neugebauten Schule als Expositur der Hauptschule Kirchdorf aufgenommen. | BDA-Hist.: Q37736605 Status: § 2a Stand der BDA-Liste: 2025-06-30 Name: Volks- und Hauptschule, exkl. Turnsaal GstNr.: .116, .134                                                        |
| BW   | Datei hochladen | Zehenthof, Wirt in der Wiesen HERIS-ID: 38362 Objekt-ID: 37907                                    | Eggensteinstraße 55 Standort KG: Lungendorf           | Das Haus gehörte früher zur Grundherrschaft Puchheim. Die Geschichte lässt sich bis 1750 zurückverfolgen, wo bereits der Name „Wirt in der Wiesn“ aufscheint. | BDA-Hist.: Q37980725 Status: Bescheid Stand der BDA-Liste: 2025-06-30 Name: Zehenthof, Wirt in der Wiesen GstNr.: .5                                                                     |

## Ehemalige Denkmäler
| Foto |                 | Denkmal                                                          | Standort                      | Beschreibung                                                                                             | Metadaten |
| ---- | --------------- | ---------------------------------------------------------------- | ----------------------------- | --- | --- |
| ja   | Datei hochladen | Römerzeitliche Siedlung Aigen Objekt-ID: 130129von 2013 bis 2014 | Aigen Standort KG: Pettenbach | Anmerkung: Die Koordinaten beziehen sich auf einen Punkt, an dem drei der Grundstücke aneinandertreffen. | BDA-Hist.: Q106679446 Status: Bescheid Stand der BDA-Liste: 2014-06-27 Name: Römerzeitliche Siedlung Aigen GstNr.: 56/8, 56/9, 56/12, 56/13 |